# Fernham
Fernham – wieś w Anglii, w hrabstwie Oxfordshire, w dystrykcie Vale of White Horse. Leży 27 km na południowy zachód od Oksfordu i 102 km na zachód od Londynu. W 2001 miejscowość liczyła 208 mieszkańców.